# Dicranota perpallida
Dicranota (Ludicia) perpallida là một loài ruồi trong họ Pediciidae. Chúng phân bố ở vùng Indomalaya.